# الدحامنة (أولاد بوعلي)
الدحامنة هو دُوَّار يقع بجماعة أولاد بوعلي النواجة، إقليم سطات، جهة الدار البيضاء سطات في المملكة المغربية. ينتمي الدوّار لمشيخة أولاد بوعلي التي تضم 11 دوار. يقدر عدد سكانه بـ 693 نسمة حسب الإحصاء الرسمي للسكان والسكنى لسنة 2004.

## روابط خارجية
- البوابة الوطنية للجماعات الترابية
- المندوبية السامية للتخطيط